# 奈良県民の歌
「奈良県民の歌」（ならけんみんのうた）は日本の都道府県の一つ、奈良県が1968年（昭和43年）に制定した県民歌である。作詞・萩原四朗、作曲・福島正二。
本項では、テイチクより発売されたレコードのB面に収録されている「奈良県民音頭」（ならけんみんおんど）についても解説する。

## 解説
「奈良県民が希望と誇りをもち、いつでもどこでも気軽に愛唱できる県民の歌」を制定意義として、1967年（昭和42年）に公募を実施した。ところが、入選作の発表後に歌詞が秋田県本荘市（現由利本荘市）の市民歌（作詞・河西新太郎、作曲・平井康三郎）に類似していることが問題視され、入選が取り消された後に改めて県出身の萩原四朗に作詞を、専門家の福島正二に作曲を依頼した。仕切り直しで完成した曲は1968年（昭和43年）3月1日に「奈良県民音頭」と共に制定され、テイチクよりレコードが発売されている。
1984年（昭和59年）にはわかくさ国体の開会式で演奏された。県の公式サイト上に音源の掲載はなく簡略な紹介と例規集に県民音頭と併せた制定告示（昭和43年奈良県告示第537号）を掲載するのみに留まるが、奈良県教育委員会が毎年秋にうだ・アニマルパークで開催する「みんなあつまれ！ いのち・かがやきフェスティバル」では香芝市立香芝東中学校生徒により県民歌の合唱が行われる。また、県統計協会が毎年発行する県民手帳には県民歌と県民音頭が掲載されている。

### 奈良県民音頭
「奈良県民音頭」は、1967年（昭和42年）に県民歌と合わせて公募を実施した。和歌山県出身で「建国記念日賛歌」の作詞者としても知られる木村龍平（1920年 - 1993年）の応募作が採用された後、県からの依頼により長津義司が作曲を行い「県民の歌」と同日に制定、同じレコードのB面に収録されている。
三波春夫の歌唱で八重桜、大仏、吉野、大宮人、五重塔など県の歴史と名所を随所に織り込んだ軽快な作風となっている。